# Alvis 12/50
La Alvis 12/50 è stata un'autovettura prodotta dalla casa automobilistica britannica Alvis dal 1923 al 1929 e dal 1930 al 1932 in varie versioni. Sostituì la Alvis 10/30. Venne prodotta in versione due e quattro posti, con carrozzeria aperta o chiusa, che furono costruite principalmente da Carbodies e da Cross & Ellis.

## Descrizione

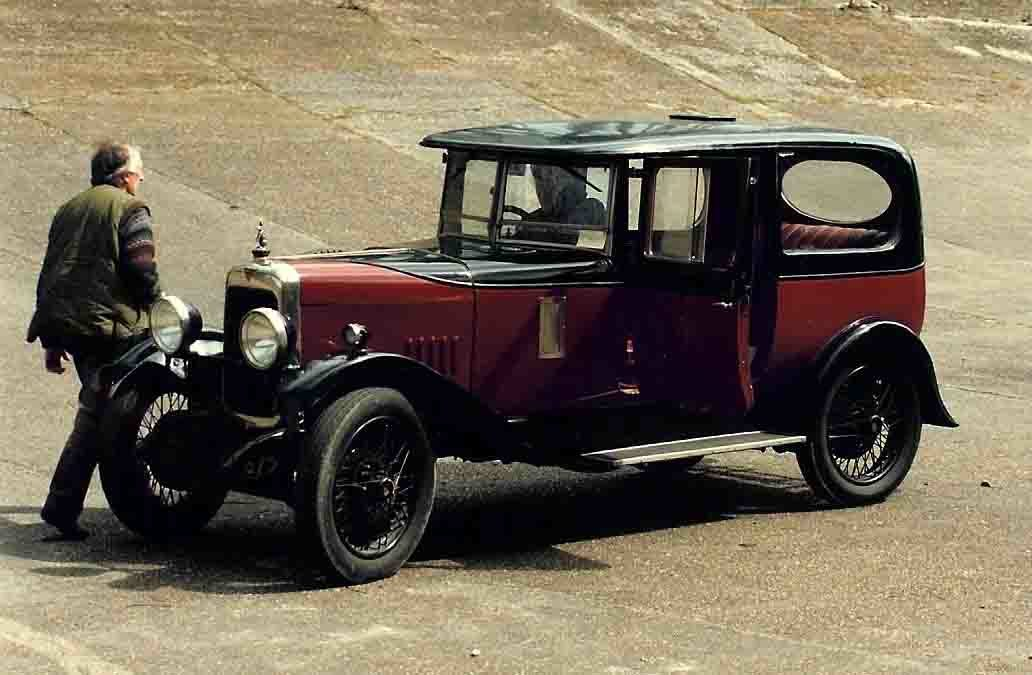
Una Alvis 12/50 berlina

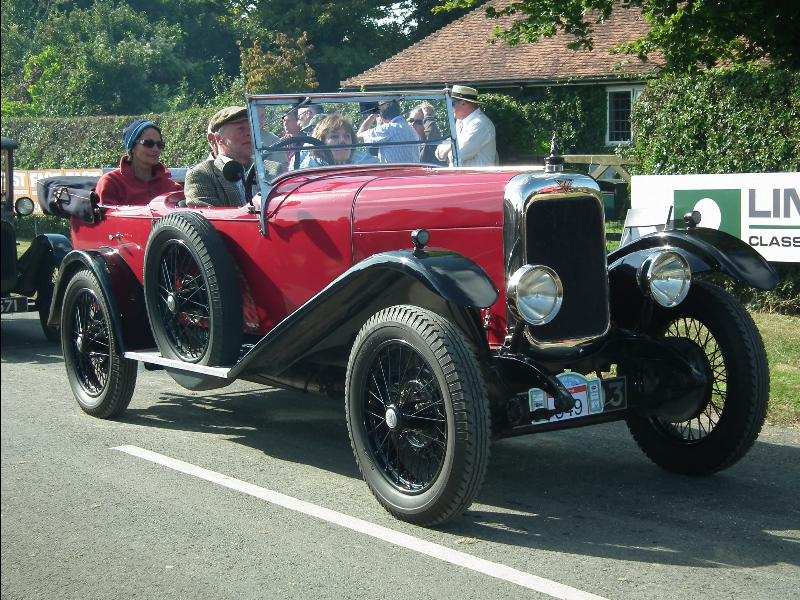
Una Alvis 12/50 TG turismo del 1927

Le prime due versioni prodotte furono la 12/50 SA e la 12/50 SB, che avevano montato un motore in linea a quattro cilindri e, per la prima volta nella storia della casa automobilistica britannica, con distribuzione a valvole in testa. Il motore aveva una cilindrata di 1.496 cm³ (alesaggio × corsa = 68 mm × 103 mm) e produceva 50 CV (37 kW) di potenza. La SA aveva un passo di 2.756 mm, mentre la SB di 2.858 mm, ed entrambi i modelli erano lunghi 3.886 mm. I motori della SA e della SB erano alloggiati in un telaio in piombo ausiliario imbullonato relativamente resistente alla torsione. La SA è stata costruita in versione turismo due posti e roadster due posti. La SB era invece disponibile in versione turismo a quattro posti. Entrambi i modelli avevano freni a tamburo sulle ruote posteriori e possedevano un cambio a quattro marce non sincronizzato.
La 12/50 SC, che fu introdotta nel 1924, sostituì le versioni SA e SB e la Alvis 12/40, che aveva una distribuzione a valvole laterali. La SC aveva un motore più grande con una cilindrata di 1.598 cm³ (alesaggio × corsa = 68 mm × 110 mm) sempre producente la stessa potenza, ovvero 50 CV. Il vecchio motore da 1.496 cm³, opportunamente modificato, venne utilizzato nelle competizioni automobilistiche. La SC aveva il telaio più lungo della SB. Come optional, i freni potevano essere disponibili anche sulle ruote anteriori.
La 12/50 TE, che fu introdotta nel 1926, aveva un telaio rinforzato e un motore da 1.645 cm³ (alesaggio × corsa = 69 mm × 110 mm) erogante 50 CV a 4.500 / min. Questo nuovo motore aveva un nuovo basamento. La 12/50 TF, presentata anch'essa nel 1926, era la sua versione sportiva ed era dotata di un motore più piccolo da 1.496 cm³. La precedente frizione a cono precedente fu sostituita da una frizione a secco a disco singolo. Su tutti i modelli della 12/50 dalla TF in poi, il motore e la frizione vennero avvitati direttamente al telaio principale, rendendo superfluo il telaio ausiliario dei modelli precedenti. Sia la TE che la TF, come tutti i modelli costruiti in seguito, avevano di serie i freni agenti sulle quattro ruote.

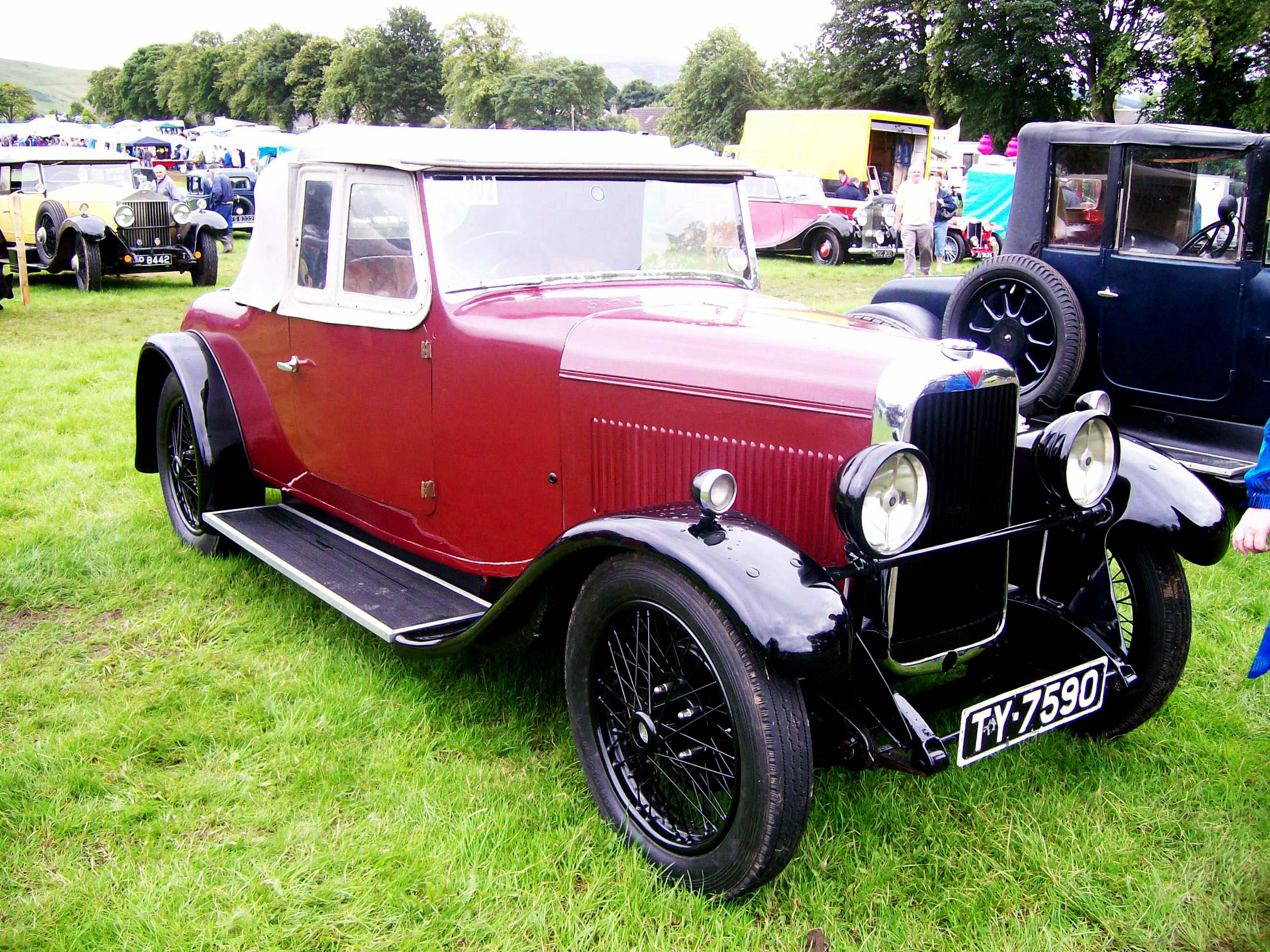
Una Alvis 12/50 TJ roadster del 1930

La 12/50 TE e la 12/50 TF furono sostituite nel 1927 dai modelli TG e SD , con la TG che era più grande della SD. La TG era disponibile in versione turismo, mentre la SD aveva una testata con valvole di aspirazione più grandi, che era più adatta per l'uso sportivo. Sempre nel 1927 fu lanciata la 12/50 TH, con il cambio della TG ma con il motore della SD. I modelli SD e TG furono prodotti fino al 1929.
Dal 1929 al 1930 la 12/50 non fu più costruita perché fu lanciata la Alvis FWD nelle versioni FA, FB, FD e FE, tutte a trazione anteriore. Esse non raggiunsero però i volumi di vendita sperati, quindi nel 1930 venne deciso di rimettere in produzione la 12/50 nella versione TJ, che fu l'ultima della serie. Aveva un motore da 1.645 cm³ e fu prodotta fino al 1932. I modelli Alvis prodotti in questi anni differivano dai modelli precedenti per alcuni aspetti. In particolare, avevano una batteria anziché un'accensione magnetica, una calandra cromata e un serbatoio della benzina integrato nel retrotreno anziché montato su una paratia, come sulle 12/50 precedenti. Le varianti sportive della 12/50 TJ erano i modelli Alvis 12/60 TK, prodotto dal 1931 al 1932, e la 12/50 TL, che venne realizzata solo nel 1932. Il modello successore della 12/50 fu la Alvis Firefly.